# Гарнек (Сілезьке воєводство)
Гарнек (пол. Garnek) — село в Польщі, у гміні Кломниці Ченстоховського повіту Сілезького воєводства.
Населення — 804 особи (2011).
У 1975-1998 роках село належало до Ченстоховського воєводства.

## Демографія
Демографічна структура станом на 31 березня 2011 року:
|          | Загалом | Допрацездатний вік | Працездатний вік | Постпрацездатний вік |
| -------- | ------- | ------------------ | ---------------- | -------------------- |
| Чоловіки | 366     | 54                 | 266              | 46                   |
| Жінки    | 438     | 77                 | 243              | 118                  |
| Разом    | 804     | 131                | 509              | 164                  |